# Yokohama Specie Bank

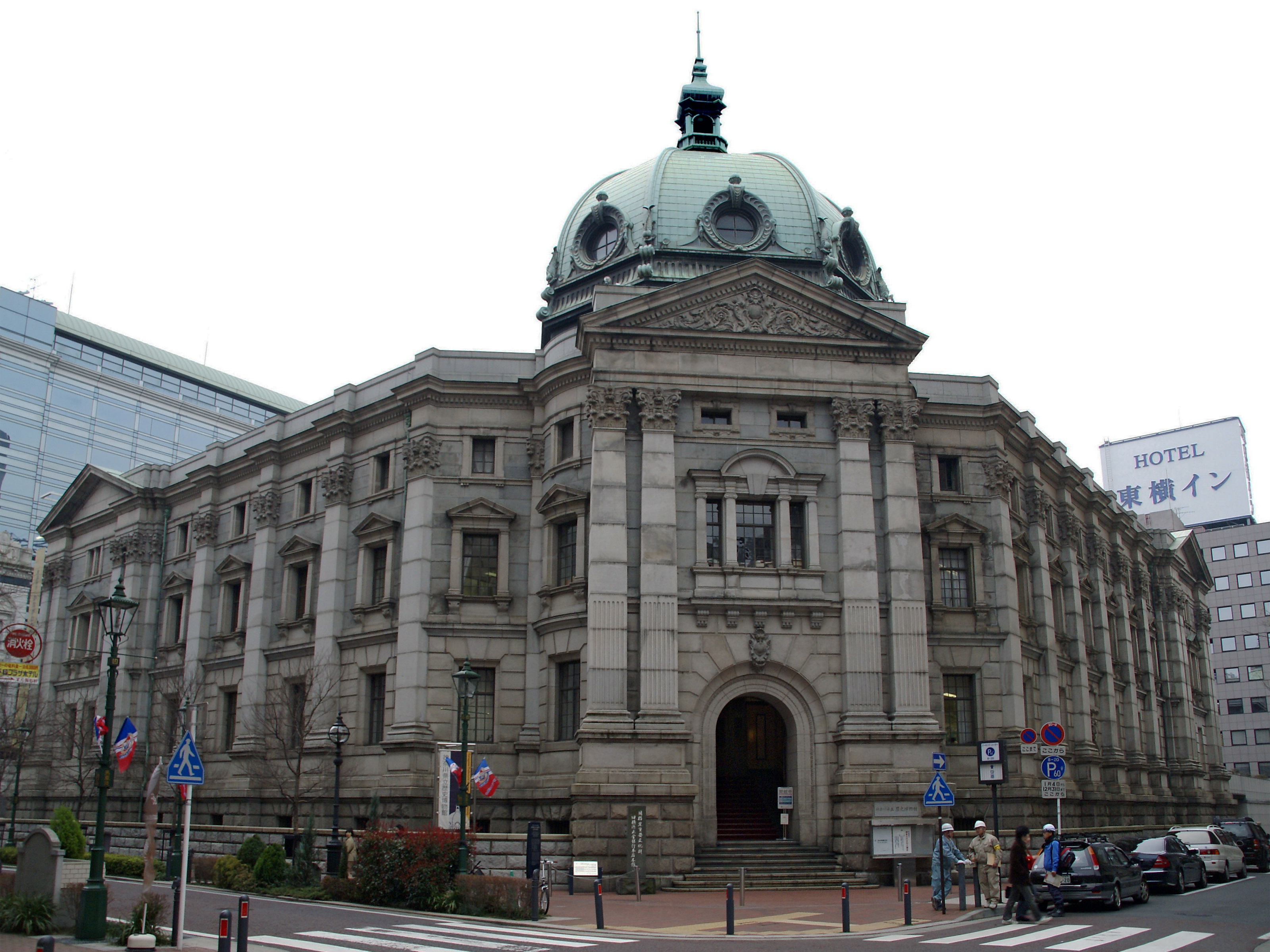
Будівля колишнього правління банку в місті Йокогама (березень 2007)

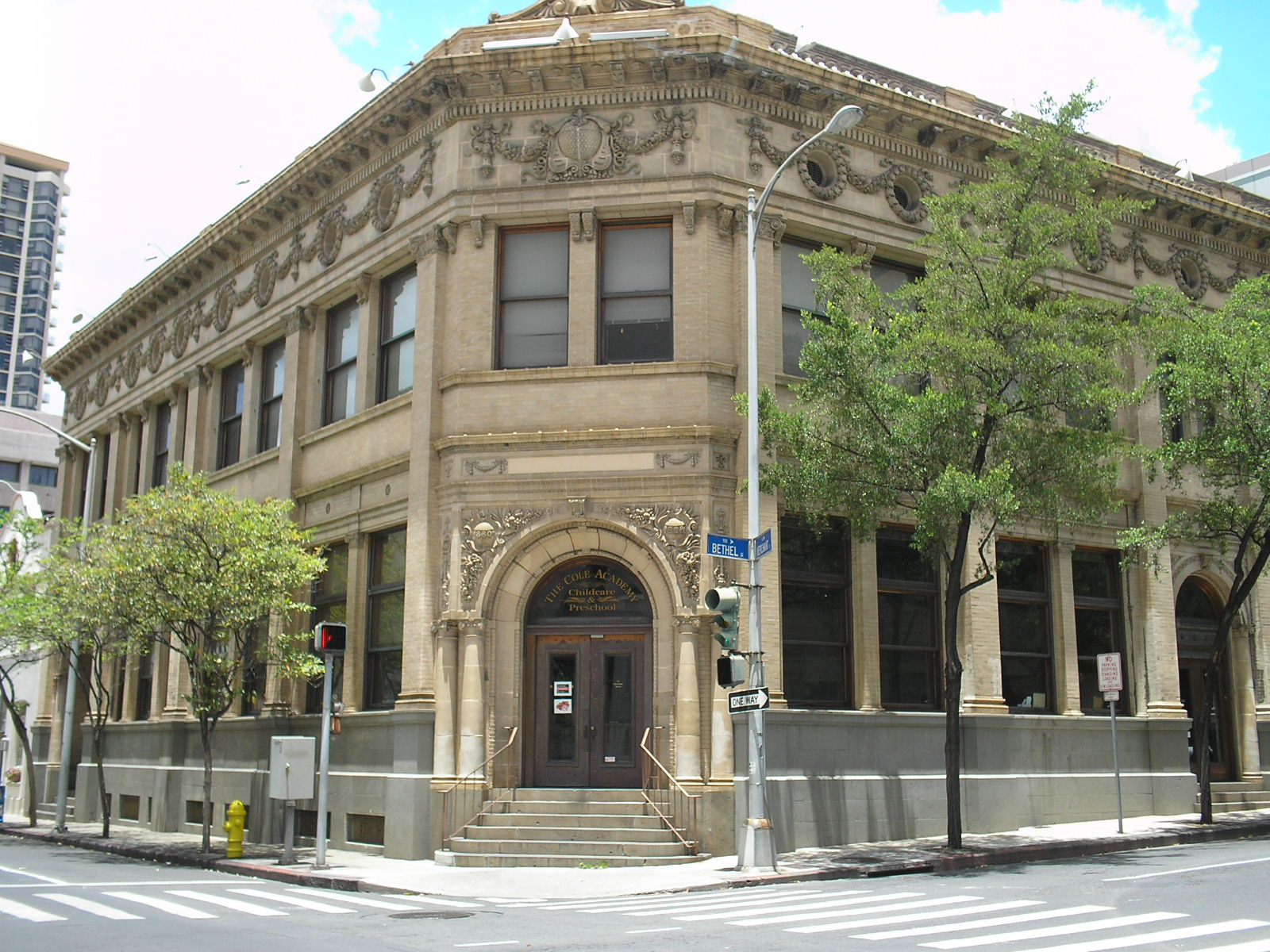
Будівля філії банку в місті Гонолулу, США (квітень 2007)

"Yokohama Specie Bank, Limited"  — один з найбільших банків Японської імперії .

## Історія
Банк був створений 28 лютого 1880 в місті Йокогама, і спеціалізацією цієї кредитно-фінансової установи стало фінансування зовнішньої торгівлі і валютні операції .
22 серпня 1910 підписано угоду про приєднання Кореї до Японії і на території Корейського півострова розпочалося створення органів японської колоніальної адміністрації, і було відкрито кілька відділень банку.
Розпочатий у 1929 році світова економічна криза ускладнила становище установи. Проте, за станом на 1 січня 1934 року банк входив до числа найбільших банків Японської імперії (баланс банку становив 1538 млн. Японських єн; оплачений капітал — 100 млн єн; резервні капітали — 121 млн єн; запаси золота і валюти — 94 млн єн; вклади, депозити та ін. — 601 млн єн). Банк володів правом грошової емісії (на 1 січня 1934 року в обігу перебували випущені банком банкноти на загальну суму 4 млн. єн), в його склад входили центральне правління в Йокогамі і близько 40 відділень на Далекому Сході і фінансових центрах Європи, Америки та Австралії.
Після нападу Японії на Перл-Харбор і оголошення війни Японії США 7 грудня 1941 року майно та активи Японської імперії в США (включаючи відділення банку в Гонолулу) були реквізовані.
Після поразки під час Другої світової війни і капітуляції Японії у вересні 1945 року в Йокогамі висадилися війська США, які взяли під контроль установи міста. Надалі в країні було введено військове керівництво. У 1946 році за розпорядженням окупаційної адміністрації США банк міжнародних розрахунків «Yokohama Specie Bank» був закритий, його функції та майно передали банку Токіо .

## Подальші події
У будівлі центрального правління банку в центральній частині міста Йокогама знаходиться музей мистецтва.